# Диггес, Томас
Томас Диггес (англ. Thomas Digges, 1546 — 24 августа 1595) — английский астроном, один из первых сторонников и пропагандистов гелиоцентрической системы мира.

## Биографические данные
Отцом Томаса Диггеса и его учителем был математик и землемер Леонард Диггес (ок.1520—ок.1559). После смерти отца обучением Томаса Диггеса занимался математик и философ Джон Ди.
Диггес служил членом парламента от Уоллингфорда в 1572 и 1584 гг. Во время войны с испанскими Нидерландами (1586—1594) служил в армии. B 1582 г. занимался фортификационными работами в крепости Довер Харбор.
Диггес был женат на Анне, дочери британского офицера сэра Уорхама Сент Леджера. Его сыновьями были сэр Дадли Диггес (1583—1639), политик и дипломат, и Леонард Диггес (1588—1635), поэт.

## Научная деятельность
Свои астрономические взгляды Диггес описал в работе «Совершенное описание небесных сфер в соответствии с древней доктриной пифагорейцев, возрождённой Коперником, подкреплённое геометрическими демонстрациями» (1576 г.), которая является приложением к книге его отца Леонарда Диггеса. В отличие от Николая Коперника, Томас Диггес (вероятно, первым из европейских учёных) предположил, что звёзды располагаются во Вселенной не на одной сфере, а на различных расстояниях от Земли — более того, до бесконечности:
Сфера неподвижных звёзд простирается бесконечно вверх и поэтому лишена движения.
При этом, в отличие от Джордано Бруно, Диггес не считал Вселенную за пределами Солнечной системы тождественной по своим физическим свойствам с Солнечной системой. Наоборот, по его мнению, «сфера» неподвижных звёзд есть «Дворец величайшего Бога, пристанище избранных, обиталище небесных ангелов». Как метко заметил выдающийся историк науки Александр Койре, Диггес «склонен помещать звёзды не на небе астрономов, а на небесах теологов».
Тем не менее, представление о бесконечности Вселенной позволило Диггесу впервые сформулировать прообраз фотометрического парадокса. Решение этой загадки он видел в том, что далёкие звёзды не видны в силу своей удалённости.
Другой проблемой, обсуждаемой в Совершенном описании, является обоснование ненаблюдаемости суточного вращения Земли. При этом Диггес приводит в пример физические явления на корабле, равномерно движущемся по спокойному морю. Анализ Диггеса очень напоминает тот, что был приведён Галилео Галилеем в знаменитой книге Диалоги о двух главнейших системах мира и предвосхищает принцип относительности. Возможно, с целью показать отсутствия влияния движения на ход явлений, протекающих на движущихся телах, Диггес проводил эксперименты по бросанию предметов с мачты движущегося судна.
Другим достижением Томаса Диггеса является предпринятая совместно с Джоном Ди попытка измерения суточного параллакса Новой звезды, вспыхнувшей в 1572 г. (сверхновая Тихо Браге). Отсутствие заметного параллакса позволило сделать ему вывод, что эта звезда находится далеко за орбитой Луны и тем самым не принадлежит, вопреки Аристотелю, «подлунному миру» (к тому же выводу примерно одновременно пришли Тихо Браге, Михаэль Мёстлин и некоторые другие учёные). Диггес полагал Новую звезду чудом, возникшем во воле Господа и доказывающим Его бесконечное могущество. Изменение её блеска Диггес связывал с изменением расстояния до звезды, происходящим из-за вращения Земли вокруг Солнца.
Вместе со своим отцом Леонардом Диггес занимался конструированием отражательного телескопа. Есть основания полагать, что эти работы увенчались частичным успехом.
Занимался также изучением правильных и полуправильных многогранников, баллистикой.

## Образ Диггеса в литературе
Американский астроном Питер Ашер (Peter D. Usher) предположил, что Томас Диггес является прототипом шекспировского Гамлета. В этом случае одним из смысловых пластов знаменитой пьесы Шекспира является спор между главнейшими системами мира, существовавшими в XVII веке. Согласно этой интерпретации, прототипом Клавдия (дяди Гамлета, незаконно завладевшего троном его отца) является Клавдий Птолемей, Розенкранца и Гильденстерна — Тихо Браге, автор промежуточной системы мира, где все планеты вращаются вокруг Солнца, которое само вращается вокруг Земли.